# つばめ (プッチーニ)

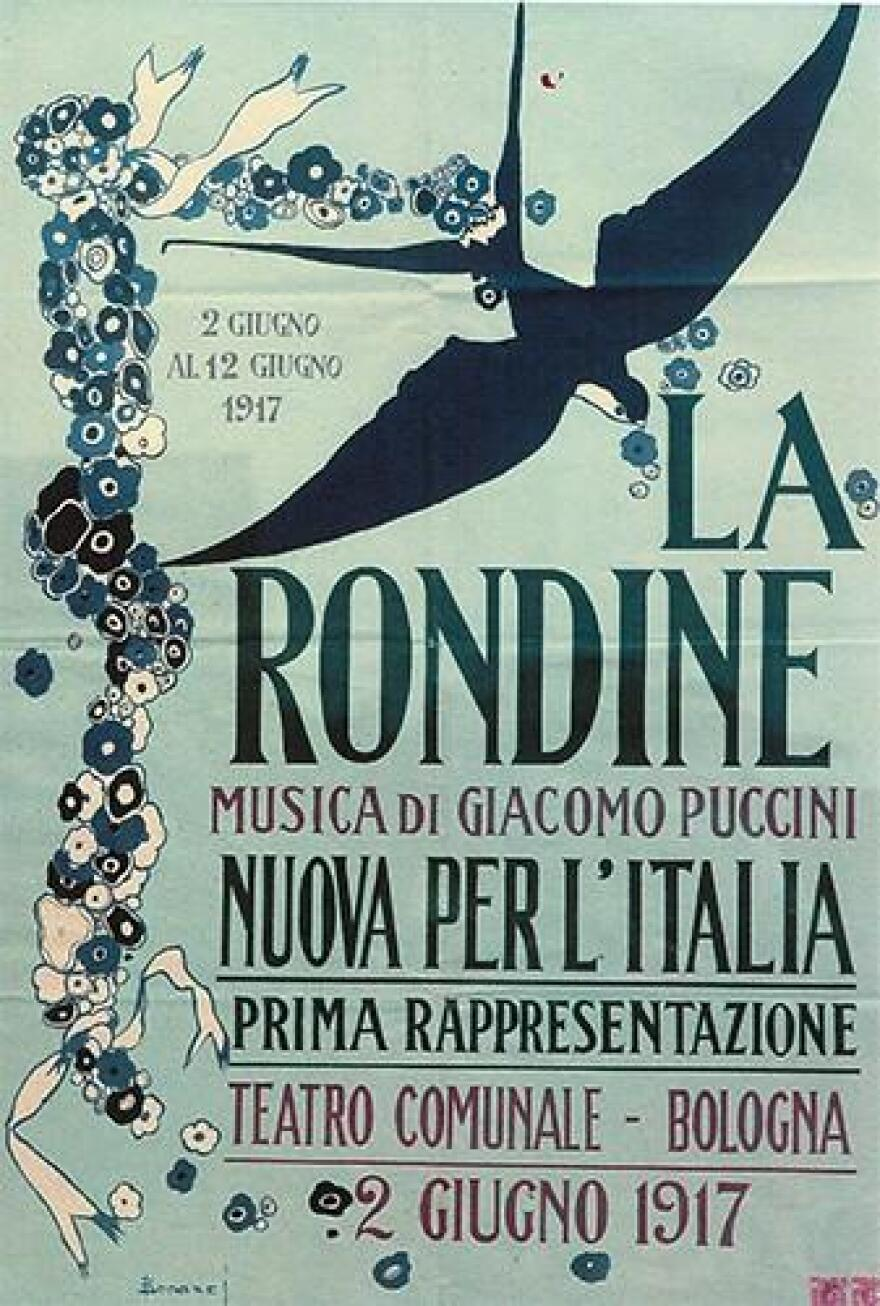
1917年、ボローニャでのイタリア初演のポスター

つばめ（イタリア語: La Rondine）は、ジャコモ・プッチーニの作曲した3幕のオペラ。イタリア語のリブレットはジュゼッペ・アダーミによる。

## 作品
ウィーンで上演するためのオペレッタの依頼を受け作曲がはじまった作品で、最終的には全三幕のオペラ（"抒情喜劇" Commedia Lirica）として完成することになった。プッチーニ自身は「『ばらの騎士』のような、あれよりもっと面白くもっと有機的なもの」と表現している。作品では第二帝政時代のパリを雰囲気豊かに描き出すためゆっくりしたワルツのリズムが多用されており、音楽は美しい抒情にみちているが随所には斬新な和音がみられる。第1幕でマグダが歌う「誰がドレッタの美しい夢を」が知られているのを別にすると、プッチーニの作品のなかでは上演機会が少ない部類に属するものの、現在ではその価値が見直されつつある。
ジュリアン・バッデンは、「はじめの二幕は、プッチーニの円熟したオペラ作品のどれにも引けを取らない地位を占めることができ」、旋律着想の豊かさが新たな生命力で花開いたように見えるが、「第三幕はどの版も物足りない」と評している。南條年章は「ひじょうにコミカルな要素と、このうえもなく感傷的な要素とがミックスされて」いる点では成功しているが、その"混合性"ゆえに作品がポピュラーになるのが妨げられているとする。

## 作曲の経過
1913年に「西部の娘」の上演のためウィーンを訪れたプッチーニはカール劇場から作曲の依頼を打診されるが、10曲程度のナンバーを台詞でつなぐオペレッタの形式にあまり興味を示さなかった。しかし、「西部の娘」に続くオペラの題材探しがプッチーニの常として難航し、さらにプッチーニの作品を一手に扱っていたリコルディ社の経営者がジューリオ・リコルディの死によって息子のティートに交替し、プッチーニと軋轢が生じていたことから、ウィーンからの依頼を受ける考えが芽生えた。当初はカール劇場から提供されたヴィルナー(Alfred Maria Willner)とライヒェルト(Heinz Reichert)による台本をアダーミがイタリア語訳し、1914年夏から作業が進められたが、リブレットはアダーミによって通作形式のオペラに仕立て直されることになった。
完成が近づいていた1915年5月にイタリアが第一次世界大戦に参戦し、敵国となったオーストリアでの初演は困難な情勢となったため、初演は1917年3月27日にモナコのモンテカルロ歌劇場でおこなわれることになった。イタリア初演は同年の6月5日にボローニャでおこなわれている。上演を取りしきったのは、出版に難色を示したリコルディ社の代わりに権利を取得したソンゾーニョ社で、本作はプッチーニのオペラのなかで唯一リコルディ社以外から出版された作品となった。
初演は成功を収めたが、イタリアで公演が始まると評論家からの不評を被ることになる。1919年にかけてプッチーニは作品を改訂し、1920年10月9日にフォルクスオーパーでおこなわれたウィーン初演ではこの第二稿が使われている。しかし満足しなかったプッチーニはその年にふたたび改訂をおこなったが、この第三稿は生前に上演されず、第二次世界大戦の爆撃によってヴォーカルスコア以外は失われることになった。現在の上演では基本的に初演時の稿をもちいる。

## 配役
『新グローヴオペラ事典』と『オペラ名曲百科』を参照した。
| 人物名                     | 原名               | 声域          | 説明             |
| -------------------------- | ------------------ | ------------- | ---------------- |
| マグダ・ド・シヴリィ       | Magda de Civry     | ソプラノ      |                  |
| ルッジェーロ・ラストゥク   | Ruggero Lastouc    | テノール      |                  |
| リゼッテ                   | Lisette            | ソプラノ      | マグダの小間使い |
| プルニエ                   | Prunier            | テノール      |                  |
| ランバルド・フェルナンデス | Rambaldo Fernandez | バリトン      | マグダのパトロン |
| イヴェット                 | Ivette             | ソプラノ      | マグダの友人     |
| ビアンカ                   | Bianca             | ソプラノ      | マグダの友人     |
| スージー                   | Suzy               | メゾソプラノ  | マグダの友人     |
| ペリショー                 | Périchaud          | バリトン/バス | 招待客           |
| ゴバン                     | Gobin              | テノール      | 招待客           |
| クレビヨン                 | Crébillon          | バリトン/バス | 招待客           |
| 給仕頭                     | Un maggiordomo     | バス          |                  |
| 歌手                       | Un cantore         | ソプラノ      |                  |

- 合唱：有閑階級の人たち、学生たち、画家たち、着飾った紳士・淑女たち、グリゼット（英語版）たち、花売りたち、踊り子たち、給仕たち

## 物語
『新グローヴオペラ事典』と『作曲家・人と作品 プッチーニ』を参照した。

### 第1幕
パリ、マグダの家のサロン。裕福な銀行家ランバルドの愛人として暮らしているマグダの家へ友人たちが集まり、詩人のプルニエが恋について話している。彼はピアノを弾きはじめ、自作のヒロイン、金ではなく愛を選んだドレッタについて歌うが、途中で詰まったところでマグダがそれを引き継ぎ、学生に恋したドレッタに託して自分の愛への憧れを歌う（「誰がドレッタの美しい夢を」Chi il bel sogno di Doretta potè indovinar?）。ランバルドは彼女へ真珠の首飾りを贈る。
マグダは女友達たちに、かつてブリエの店で恋に落ちた経験を話してみせる（「甘く清らかなひとときだった」Ore dolci e divine - 「お嬢さん、恋は花開いた」Fanciulla è sbocciato l'amore!）。ランバルドが友人の息子であるルッジェーロを連れて入ってくるが、それと並行してマグダの手相を見ていたプルニエは、彼女がいつか「つばめのように海を渡って、恋をする」と予言する。ルッジェーロがパリの夜を過ごすにはどこがいいかという質問にさまざまな提案が帰ってくるが、マグダの小間使いのリゼッテはブリエの店がいいと言い、一同はそれに賛同する。
客たちが帰ったあと、マグダは着替えのため部屋に入っていく。プルニエが戻ってきて恋人であるリゼッテと戯れ、リゼッテはマグダの帽子を拝借してプルニエと出かけていく。グリゼットの身なりをまとったマグダが登場し、ブリエの店での恋に思いをはせながら出発する。

### 第2幕
ブリエの店。人々で賑う店へマグダが現れ、声をかけてくる学生たちをあしらいながら、一人でいたルッジェーロのテーブルに座り名乗らないままに話しかける。二人は会話するうちに距離が縮まり、ルッジェーロはマグダを踊りに誘う。ワルツが展開していき、その途中にリゼットとプルニエが現れる。踊り終わったルッジェーロとマグダは愛を確信し、マグダは「パウレッテ」Pauletteと名乗る。リゼットはマグダに気づいて驚くが、プルニエは人違いだと言って聞かせる。ルッジェーロがマグダへの愛を歌いだし、ほかの登場人物や合唱が加わりコンチェルタートとなる（「あなたのさわやかな微笑みに乾杯」Bevo al tuo fresco sorriso）。
突然ランバルドが店へ現れる。ランバルドが事情を説明するよう求めるとマグダは、新しい恋をしてしまいもう共にはいられないと告げ、ランバルドは引きさがる。プルニエの指示でいちど席を外していたルッジェーロが戻ってきて、マグダとともに店を出ていく。

### 第3幕
海岸の家。ルッジェーロとマグダは二人で幸福に過ごしているが、母親へ金の無心と結婚の承認を求める手紙を書いたとルッジェーロが話し、マグダは未来を思って不安にかられる。歌手になる夢を叶えられなかったリゼットがプルニエと口論しながら登場する。ふたたび小間使いとして雇ってほしいというリゼットの頼みをマグダが快諾すると、ランバルドは彼女のことを待っていると伝えてプルニエたちは退場する。
結婚を認められたと喜ぶルッジェーロが現れ、彼の母親からの手紙をマグダは読みあげる。息子が貞淑な妻を見つけて嬉しいと伝える文章を読んで絶望したマグダは自分の過去を告白し、彼の妻になるのにふさわしくないと告げて、すがるルッジェーロのもとから去っていく。